# 체육시설에 대한 사업계획승인권 사건
체육시설에 대한 사업계획승인권 사건(2010.4.29. 2007헌바40)은 재산권에 대한 유명 대한민국 대법원 판례이다.

## 사실관계
청구인은 도지사로부터 '체육시설의 설치, 이용에 관한 법률'에 의한 골프장 사업계획승인을 받았는데 골프장 공사중 부도처리되어서 주식회사 XX가 경매절차를 통해 골프장을 낙찰받았다. XX는 도로부터 사업계획변경승인을 하였는데 청구인은 도지사를 상대로 사업계획변경승인처분 등의 취소를 구하는 소를 제기하고 해당 법률이 재산권 및 평등권을 침해한다고 주장하며 헌법소원심판을 청구하였다.

## 결론
합헌

## 이유

### 재산권
우리 헌법이 보장하고 있는 재산권은 '경제적 가치가 있는 모든 공법상, 사법상의 권리'이고, 이 때 재산권보장에 의하여 보호되는 재산권은 '사적유용성 및 그에 대한 원칙적 처분권을 내포하는 재산권보장에 의하여 보호되는 재산권은 '사적유용성 및 그에 대한 원칙적 처분권을 내포하는 재산가치가 있는 구체적 권리'를 의미한다. 사적유용성이 인정되기 위해서는 그 권리가 권리주체에게 귀속되어 그 주체의 이익을 위해 이용가능해야 하는 바, 사업계혹승인 이후 경매 등으로 체육시설업의 필수시설에 대한 소유권을 상실한 경우 기존 사업계획승인권자는 더 이상 사업계획승인을 자신의 이익을 위해 이용할 수 없다. 원칙적 처분권이란 자신의 의사에 따라 처분할 수 있어야 함을 의미하나 기존 사업계획승인권자는 운영할 골프장 시설을 보유하고 있지 않으므로 위 사업계획승인권을 더 이상 보유할 규범적 이익이 없다. 사적유용성과 원칙적 처분권이 재산권의 징표라고 본다면, 재산가치는 그와 같은 사적유용성과 원칙적 처분권 등 재산성이 인정될 만한 가치가 있는 것을 의미한다. 골프장 사업계획승인은 골프장 영업을 할 수 있게 하는 행정처분에 불과하고 그 처분은 해당 체육시설이 법령에서 정한 시설기준을 갖출 수 있는지를 비롯한 제반 사업수행능력에 대한 승인에 해당하므로, 여기에 어떠한 재산적 가치가 내포되어 있다고 보기 어렵다.

## 참고 문헌
- 헌법재판소판례집.제22권 1집 상, 하(2010) 헌법재판소 2010
- 정회철, 최근5년간 헌법중요판례200 (2014)

## 같이 보기
- 재산권